# 優木美智
優木 美智（ゆうき みち、1月26日 - ）は、競技麻雀の元プロ雀士。福岡県出身、血液型B型。元日本プロ麻雀連盟所属（退会時の段位は五段）。

## 来歴
高校卒業後、大学へ進学のため上京。そこで麻雀と出会う。大学卒業後は一旦は普通の会社へ就職するが、麻雀が忘れられず日本プロ麻雀連盟の門を叩く。プロ2年目、第1期女流桜花でタイトルを取得。
2020年、日本プロ麻雀連盟を退会した。

## 獲得タイトル
- 女流桜花　1期（第1期）[4]
- ロン2　チャレンジカップ　1回（第40回）※ゲーム内タイトル